# Петраківський Олександр Петрович
Олекса́ндр Петро́вич Петракі́вський (4 червня 1988, м. Житомир — 29 серпня 2021) — український військовослужбовець, полковник, командир роти 8-го окремого полку спеціального призначення, учасник російсько-української війни. Герой України.

## Життєпис
Народився у сім'ї військових. Батько Петро і мати Тетяна — полковники.
Закінчив середню школу № 2 в м. Ізяслав Хмельницької області. Під час навчання у школі відвідував парашутний гурток «Каскад». Ще до вступу до військового вишу здійснив понад 100 стрибків з парашутом.
Навчався в Академії сухопутних військ імені гетьмана Петра Сагайдачного (м. Львів) на факультеті аеромобільних військ за спеціальністю «Бойове застосування та управління діями аеромобільних підрозділів», яку закінчив у 2009 році.
Уся його родина обрала військову професію батьків. Дружина Галина — курсант Академії сухопутних військ імені гетьмана Петра Сагайдачного, сестра Світлана та її чоловік — офіцери.

### Війна на сході України
Капітан Олександр Петраківський очолював групу спеціального призначення Оперативного командування «Північ» Збройних Сил України. 20 липня 2014 року розвідувальна група під його керівництвом, забезпечуючи проходження колони техніки Збройних Сил та сил добровольчого батальйону «Айдар» до аеропорту Луганська, виявила засідку в районі міста Щастя і вступила у бій, що дозволило забезпечити проходження колони запасним шляхом. В ході бою Олександр Петраківський отримав важке поранення голови, однак продовжував керувати діями групи, виносив поранених у безпечне місце.
З 2014 року прикутий до ліжка. Проходив лікування у Львові, Польщі, в Ізраїлі та США (госпіталь у Х'юстоні). Станом на червень 2018 проходив складну реабілітацію у Науково-практичному центрі нейрореабілітації «Nodus» (Бровари), з березня намітився прогрес. За оцінками лікарів, на повне відновлення функцій знадобиться ще не менше двох років.
31 липня 2018 року присвоєне військове звання «підполковник».
29 серпня 2021 року, після тривалої боротьби за життя, помер.
30 серпня 2021 Олександру Петровичу Петраківському указом міністра оборони №407 присвоєно чергове військове звання, «полковник» (посмертно).
Похований 2 вересня 2021 році на Алеї Слави на кладовищі Ракове.

## Нагороди
- Звання Герой України з врученням ордена «Золота Зірка» (4 грудня 2014) — за виняткову мужність, героїзм і незламність духу, виявлені у захисті державного суверенітету та територіальної цілісності України[6].
- Звання «Почесний громадянин міста Хмельницького» присвоєно рішенням 52-ї сесії Хмельницької міської ради № 1 від 26.08.2015 року.
- Нагрудний знак За оборону Донецького аеропорту-( 2014).